# Thrixspermum musciflorum
Thrixspermum musciflorum là một loài thực vật có hoa trong họ Lan. Loài này được A.S.Rao & J.Joseph miêu tả khoa học đầu tiên năm 1969.